# Muhammad Jamiruddin Sircar
Muhammad Jamiruddin Sircar (ur. 1 grudnia 1931) – bengalski polityk i prawnik, pełniący obowiązki prezydenta Bangladeszu od 21 czerwca do 6 września 2002.

## Życiorys
Wybrany do parlamentu w wyborach w 1991,1996 i 2001. Od 28 października 2001 do 25 stycznia 2009 był przewodniczącym parlamentu. Po rezygnacji prezydenta Chowdhury 21 czerwca 2002 pełnił funkcję głowy państwa, do wyboru następcy Iajuddina Ahmeda 6 września 2002.